# VdB 35
vdB 35 è una nebulosa a riflessione visibile nella costellazione di Orione.
Si individua nel settore nordoccidentale della costellazione, a circa 2/5 della distanza lineare fra λ Orionis e Aldebaran (α Tauri); può essere osservata con potenti telescopi amatoriali o nelle immagini a lunga esposizione. Si tratta di una nube di gas dell'estensione apparente di circa un primo d'arco, illuminata dalla stella HD 34033, una gigante gialla di classe spettrale G8III e una magnitudine apparente pari a 8,64; tramite la misurazione della parallasse, pari a 11,80 mas, si ottiene un valore di distanza pari a circa 84 parsec (276 anni luce), il che la porrebbe in primo piano rispetto alla regione del Complesso di Orione, la cui distanza è oltre i 400 parsec.